# Ligne de Bréauté - Beuzeville à Fécamp
La ligne de Bréauté - Beuzeville à Fécamp est une voie ferrée secondaire à écartement standard du réseau ferré national d'une longueur de 19,7 km qui relie la gare de Bréauté sur l'axe Paris-Saint-Lazare - Le Havre à la cité portuaire de Fécamp dans le département de la Seine-Maritime. Construite au milieu du XIXe siècle, la ligne, à voie unique sur l'intégralité de son parcours, est toujours en service pour la desserte des voyageurs.
Elle constitue la ligne 359 000 du réseau ferré national.

## Histoire

### Chronologie
- 18 septembre 1845 : concession à la Compagnie anonyme des chemins de fer de Dieppe et de Fécamp[2],
- 25 février 1856 : mise en service de Beuzeville à Fécamp (gare provisoire hors murs)[2],
- 1er septembre 1858 : mise en service du prolongement jusqu'au centre-ville,
- Novembre 1858 : mise en service du tronçon de desserte du port,
- 1970 : fermeture du service voyageurs,
- 1981  : réouverture du service voyageurs,
- 24 octobre 2014: nouvelle fermeture,
- 8 décembre 2016 : nouvelle réouverture[3].

### Origine
La mise en service de la ligne de Paris à Rouen le 3 mai 1843, puis la construction de son prolongement jusqu'au Havre avaient aiguisé les ambitions des communes du littoral du Pays de Caux qui voulaient disposer d'un embranchement leur permettant d'être desservies par le chemin de fer. Les communes de Dieppe et de Fécamp en firent donc la demande auprès de l’État. Elle obtinrent rapidement gain de cause car, le 19 juillet 1845, est votée une loi qui autorise le ministère des Travaux publics à concéder deux embranchements desservant les deux cités portuaires. Cette décision aboutit, le 13 septembre 1845, à la signature d'une convention accordant la concession des deux itinéraires au bénéfice de la Compagnie des chemins de fer de Dieppe à Fécamp présidée par MM. d'Halton-Sée et Édouard Blount. Cette convention est approuvée par ordonnance royale le 18 septembre suivant. La compagnie fit diligence pour construire la ligne de Dieppe, elle fut inaugurée le 1er août 1848, mais, en raison de difficultés financières, obtint l'annulation de la concession de l'embranchement de Fécamp. 
Les actionnaires de cette dernière ville n'acceptèrent pas cette décision, portèrent l'affaire devant la justice qui trancha en leur faveur condamnant la Compagnie à réaliser la voie ferrée ou à verser d'importantes sommes compensatoires. Finalement, même si la société fit trainer les travaux, la ligne fut mise en service le 25 février 1856 entre Bréauté-Beuzeville et Fécamp où avait été édifiée une gare provisoire sise au Val aux Clercs.
Le 1er septembre 1858 a lieu l'ouverture à l'exploitation du prolongement jusqu'à la gare édifiée près du centre-ville de la cité morutière et, le 20 novembre de la même année, du tronçon conduisant jusqu'au port. Peu avant ces mises en service, le 30 janvier 1855, les compagnies de Paris à Saint-Germain, de Paris à Rouen, de Rouen au Havre, de l'Ouest et de Paris à Caen et à Cherbourg signent une convention de fusion. Celle-ci est approuvée par une convention signée les 2 février et 6 avril suivants entre le ministre des Travaux publics et les Compagnies. Enfin, la fusion est approuvée par un décret impérial le 7 avril 1855. Cette fusion donne naissance à la Compagnie des chemins de fer de l'Ouest qui est désormais concessionnaire de la ligne.

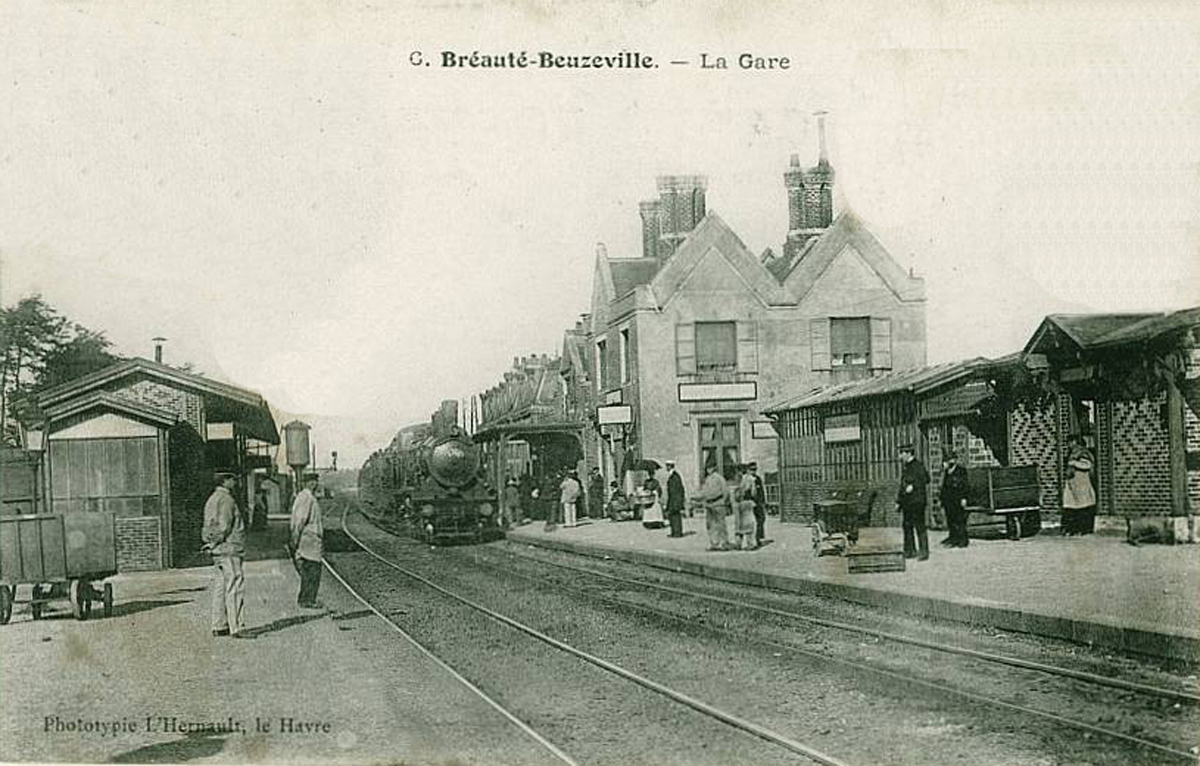
Bréauté vers 1900.
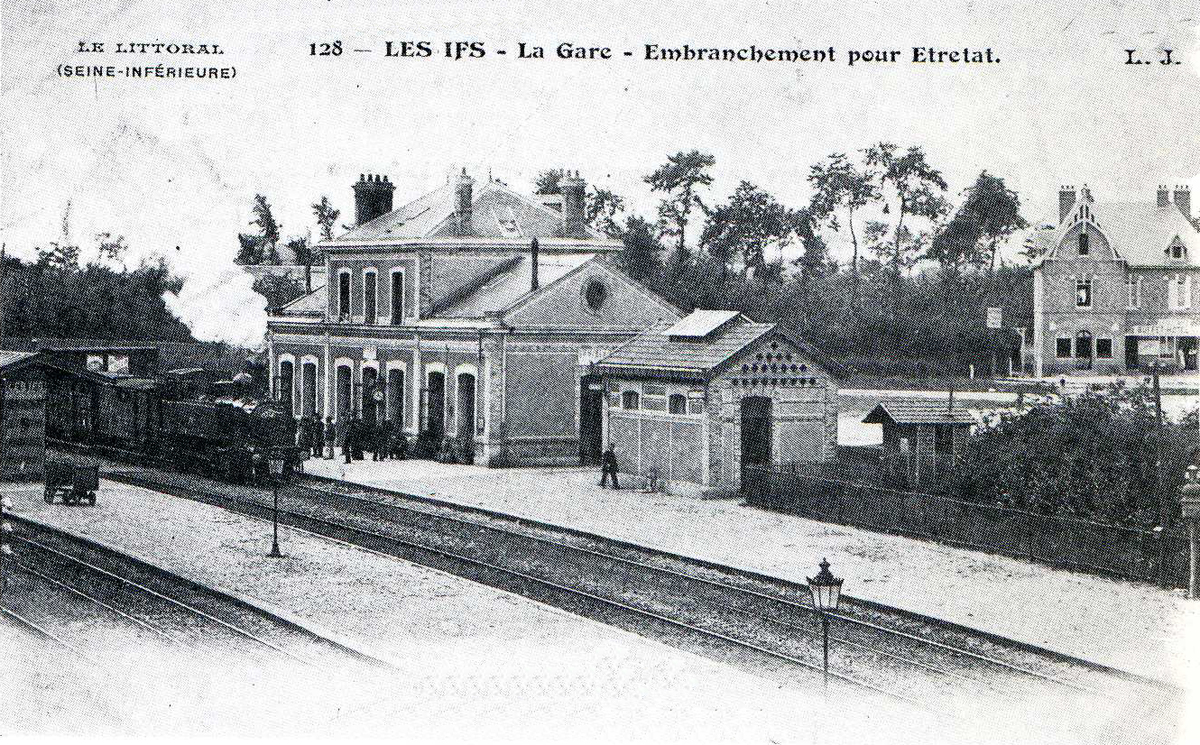
Les Ifs vers 1900
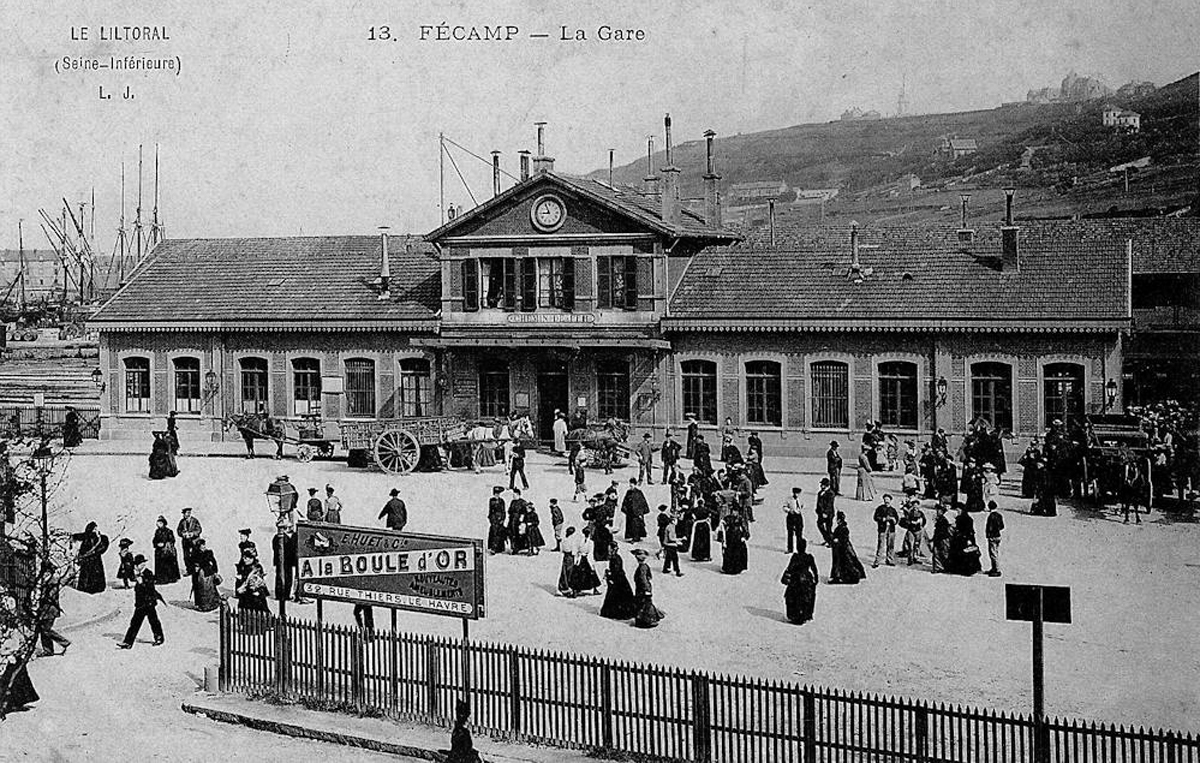
Fécamp, vers 1900.

### De l'origine à la Première Guerre mondiale
Jusqu'en 1914, la ligne était desservie par dix ou onze trains quotidiens acheminant tous jusqu'aux Ifs des voitures pour Étretat et voyait durant les mois d'été circuler des trains directs assurant une liaison directe entre Paris et la petite station balnéaire précitée. Des convois nombreux de marchandises sillonnaient l'itinéraire transportant les produits de la pêche, des marchandises importées comme le sucre, le bois et l'huile mais également la Bénédictine fabriquée à Fécamp. Les locomotives assurant la traction étaient des modèles classiques de la Compagnie des chemins de fer de l'Ouest : 021 401/429, 030T 3000 et 3500, 131T 3800 (131-TA), 230T 3700 (230-TA) pour les convois de voyageurs, des machines plus puissantes étaient en revanche nécessaires pour remorquer les trains de marchandises sur les rampes prononcées de l'itinéraire :  030 1600 (030-TB) ou 1900 (030-TC), 140-000 de type italien ou 230-300 de type anglais. Les machines provenaient du dépôt de Fécamp qui compta jusqu'à une trentaine d'engins ou de Sotteville-lès-Rouen. Le changement de concessionnaire, la Compagnie des chemins de fer de l'Ouest étant remplacée par l'Administration des chemins de fer de l'État en 1909, ne provoqua aucune modification notable dans l'exploitation de la ligne.

### Jusqu'à la fermeture voyageurs
Après la Première Guerre mondiale qui réduisit le nombre des circulations à trois trains mixtes quotidiens, l'exploitation reprit avec toutefois une desserte abaissée à cinq convois quotidiens durant le service d'hiver et huit pendant celui d'été (dont plusieurs comportaient des voitures directes pour Paris). Les anciennes machines continuèrent de circuler sur la ligne, en particulier les 030T 3500 (dont 13 sont affectées au dépôt de Fécamp) mais elles furent épaulées par toute une série de locomotives provenant des stocks de guerre ou obtenues au titre des réparations allemandes : 140 Baldwin (140-G) ou Alco (140-H) venues des États-Unis, 230 badoises et saxonnes (230-E), 131T de même origine 32-901 à 923, 140 bavaroises (140-D). La voie ferrée échappa aux fermetures massives de 1938, vit arriver des locomotives des lignes du Paris-Orléans de type 141T (141-TB) et surtout des autorails Renault de type VH et ABJ qui assuraient au moins deux navettes quotidiennes de voyageurs. Les trains affichaient des vitesses moyennes relativement correctes puisqu'en 1936 ils parcouraient l'antenne en 28 minutes entre Bréauté-Beuzeville - Fécamp et en 31 minutes dans le sens inverse, soit des moyennes horaires de respectivement 42,2 km/h et 38,1 km/h. Durant la Seconde Guerre mondiale, le service fut réduit à deux allers et retours entre Fécamp et Bréauté-Beuzeville et le bâtiment-voyageurs de cité maritime fut détruit au cours d'un bombardement. À la fin du conflit, le service reprit selon les conditions d'avant-guerre même si la reconstruction de la gare de Fécamp n'intervint qu'en 1956, avant qu'en novembre de la même année ne ferme le dépôt des locomotives à vapeur qui comptait encore quinze machines : treize 140-C et deux 030-TU américaines. La traction fut reprise par des locomotives diesel de type 040 DE, les futures BB 63500 pour la desserte marchandises. Le service des voyageurs fut réorganisé : en semaine, il comportait six circulations par autorail de type ABJ X 3000 ou unifié X 3800 et une navette par rame tractée; toutefois les dimanches et jours fériés, seuls deux autorails circulaient.

## Caractéristiques

### Tracé
La voie ferrée prend son origine à l'est de la gare de Bréauté-Beuzeville sur la ligne de Paris au Havre - à moins d'une trentaine de kilomètres de son terminus dans le grand port normand - au PK 202,2. Prenant la direction du nord, elle parcourt jusqu'aux Ifs le plateau vallonné du Caux sans rencontrer de fortes déclivités, tout au plus des ondulations de 5 ‰. Établie à voie unique, l'itinéraire n'en présente pas moins les caractéristiques de lignes plus importantes franchissant les voies routières par des ponts plutôt que par des passages à niveau. Après avoir dépassé la gare des Ifs d'où divergent deux embranchements, l'un vers Etretat, l'autre vers Le Havre, la voie ferrée s'engage sur une forte rampe de 17 ‰ et 18 ‰ qui la conduit jusqu'au terminus de Fécamp. Il lui faut pour cela franchir deux tunnels (de 96 et de 133 mètres) creusés sous les falaises. Au-delà de la gare-voyageurs de la commune précitée, des embranchements permettaient aux convois de marchandises de desservir le port, un chantier naval et diverses entreprises industrielles.

## Exploitation

### Un renouveau récent
Malgré cette modernisation, le service des voyageurs fut supprimé en avril 1970 et reporté sur route. La ligne n'en était pas morte pour autant car une navette marchandises quotidienne (sauf samedi et dimanche) continuait de circuler; en 1980, la gare de Fécamp présentait un trafic de près de 100 000 tonnes dont de nombreux produits importés (argile du Royaume-Uni, bois de Finlande...). Une étape décisive pour la survie de la voie ferrée fut franchie en 1981 car, sous l'impulsion des conseils régional et général, de la ville et de la chambre de commerce de Fécamp, la liaison voyageurs fut rétablie à raison de six ou sept navettes quotidiennes assurées par l'autorail X 3953 du dépôt de Sotteville-lès-Rouen spécialement affecté à l'itinéraire, renuméroté X 93953 et repeint en livrée bleue et blanche. Ce matériel ancien fut remplacé dès 1984 par un engin beaucoup plus récent, le X 2100, puis en 1985 par un X 92201 avec sa remorque XR 96000. Ces deux engins, achetés par la région Haute-Normandie sont affectés au dépôt de Sotteville-lès-Rouen et sont issus respectivement des familles des X 2200 et XR 6000. Ils resteront affectés à cette ligne jusqu'en 2001, lorsqu'ils ont rejoint l'établissement matériel traction de Marseille-Blancarde. Depuis le service d'hiver 2004, le service a été étoffé à neuf navettes quotidiennes assurées par des X 4750 modernisés ou des X 73500 de conception récente.

### Nouvelle fermeture de 2014 à 2016
La ligne est fermée à tous trafics à compter du 24 octobre 2014 en raison « de problèmes hydrauliques et géotechniques importants » selon un communiqué de presse de la SNCF daté du 16 septembre 2014. Des travaux débutent en avril 2016 et la ligne est remise en service en décembre 2016 »,.
A l'été 2023, le service était de neuf navettes quotidiennes.

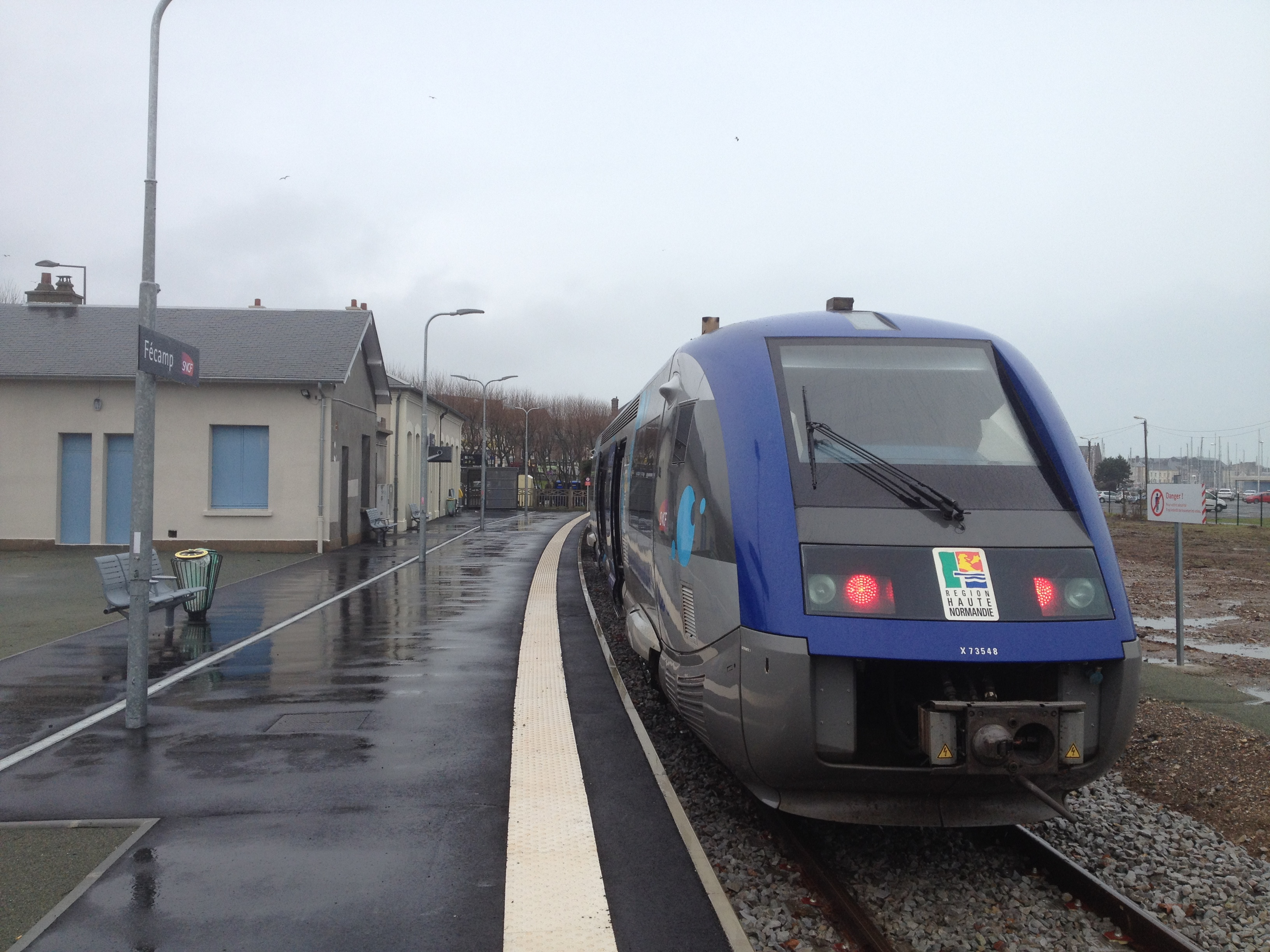
Gare de Fécamp, arrivée du train en provenance de Bréauté, février 2017.